# Alyssoides
Alyssoides es un género  de plantas herbáceas, pertenecientes a la familia Brassicaceae.

## Descripción
Son plantas perennifolias herbáceas o leñosas en la base. Sus hojas son simples,  oblongas espatuladas. Las flores son de color amarillo, con el fruto en forma de silicua esférica. Las semillas son aladas.

## Taxonomía
El género fue descrito por Philip Miller y publicado en The Gardeners Dictionary...Abridged...fourth edition 1754.

## Especies aceptadas
A continuación se brinda un listado de las especies del género Alyssoides aceptadas hasta septiembre de 2013, ordenadas alfabéticamente. Para cada una se indica el nombre binomial seguido del autor, abreviado según las convenciones y usos.
- Alyssoides cretica (L.) Medik.
- Alyssoides utriculata (L.) Medik.